# Juegos Mundiales de 2017
Los Juegos Mundiales Breslavia 2017 (en inglés: The World Games Wroclaw 2017), oficialmente los X Juegos Mundiales, fueron un evento multideportivo en el que participan deportistas de todo el mundo en disciplinas que son reconocidas por el Comité Olímpico Internacional, pero que no forman parte de los Juegos Olímpicos. Al igual que los Olímpicos, los Juegos Mundiales se celebran cada cuatro años.
En esta oportunidad se llevaron a cabo del 20 al 30 de julio de 2017 en Breslavia, Polonia. La decisión de conceder la organización a esta ciudad fue anunciada por el presidente de la Asociación Internacional de Juegos Mundiales, Ron Froehlich el 12 de enero de 2012 en Lausana. 
El evento tuvo, entre otras sedes, en el Estadio Municipal, en el Centennial Hall y el Hala Orbita. El Estadio Olímpico y un escenario de piscina en la calle Wejherowska serán renovados para el evento. 
El costo de la organización del evento fue de aproximadamente $45 millones de dólares. Esta cantidad fue aportada por la ciudad y los subsidios provinciales y gubernamentales.
En esta edición compitieron más de 3000 atletas de 102 países en 31 deportes.

## Elección
Cuatro ciudades expresaron interés en acoger los Juegos de 2017. Tras el examen de los archivos, la aplicación de Génova en Italia no fue llevado a la etapa siguiente. Las ciudades candidatas fueron anunciadas por el IWGA en agosto de 2011. Fueron: 
- Budapest, Hungría
- Ciudad del Cabo, Sudáfrica
- Breslavia, Polonia

A tan sólo unos días antes de la ceremonia de premiación de Ciudad del Cabo retiró su oferta por razones financieras. La decisión final fue anunciado por Ron Froehlich, presidente de la Asociación Internacional de Juegos Mundiales el 12 de enero de 2012 en Lausana. La 10 ª edición de los Juegos Mundiales fue otorgado a Breslavia.

## Sedes
Un total de 26 sedes, ubicadas en el oeste, el centro y el este de la ciudad, recibieron las competencias deportivas de los Juegos.

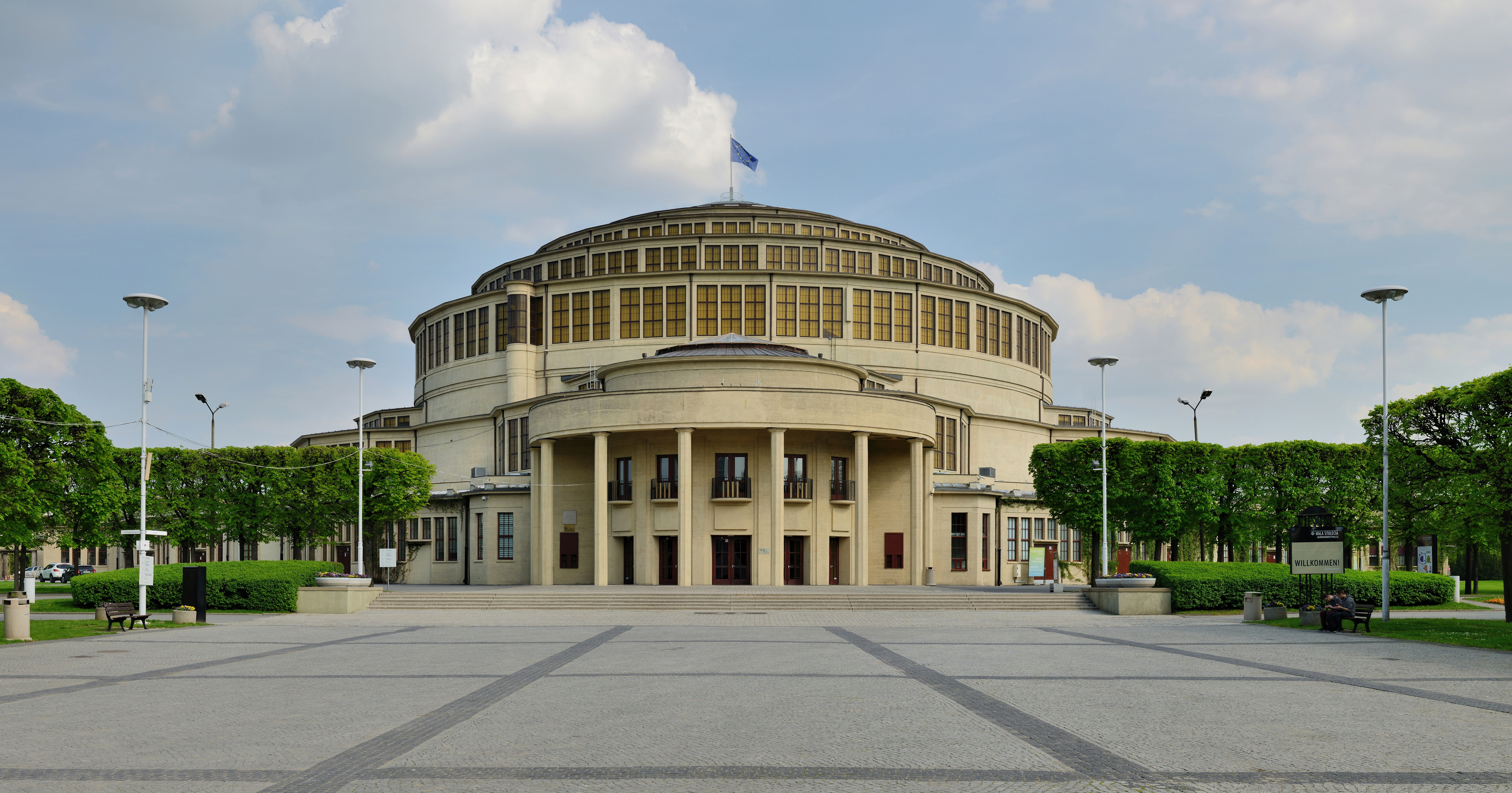
Centennial Hall
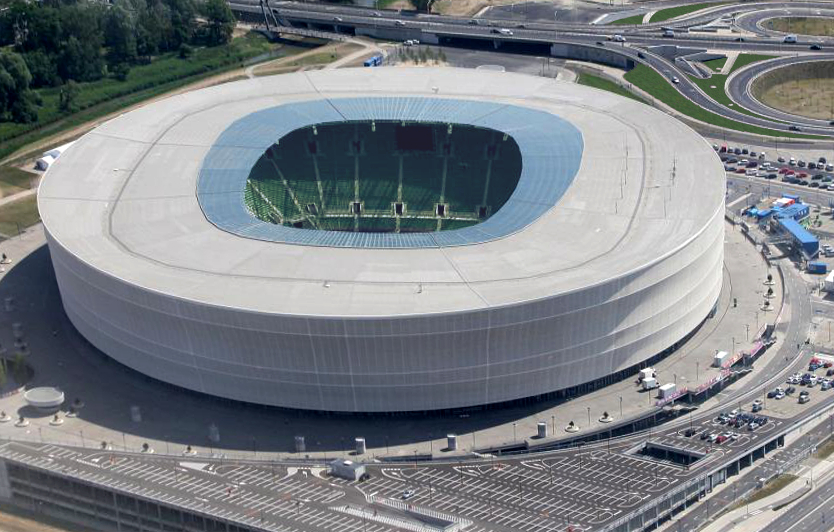
Estadio Municipal de Breslavia
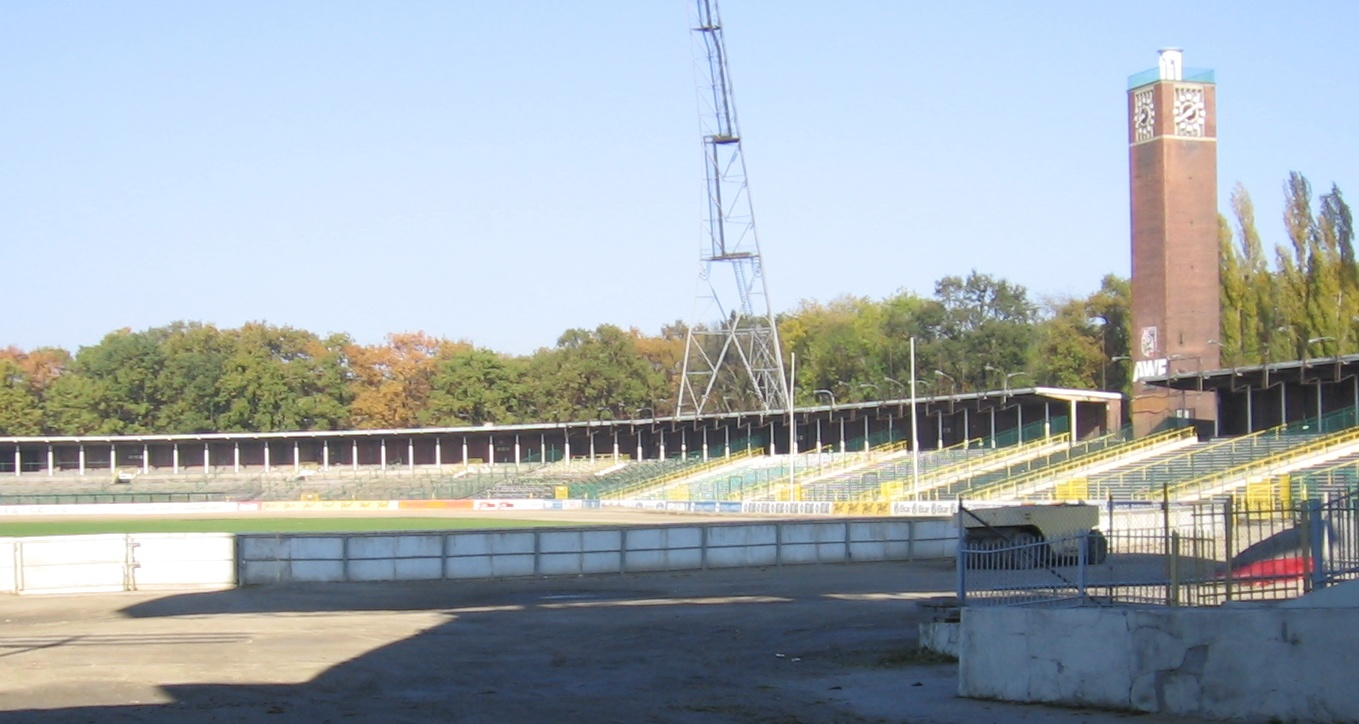
Estadio Olímpico
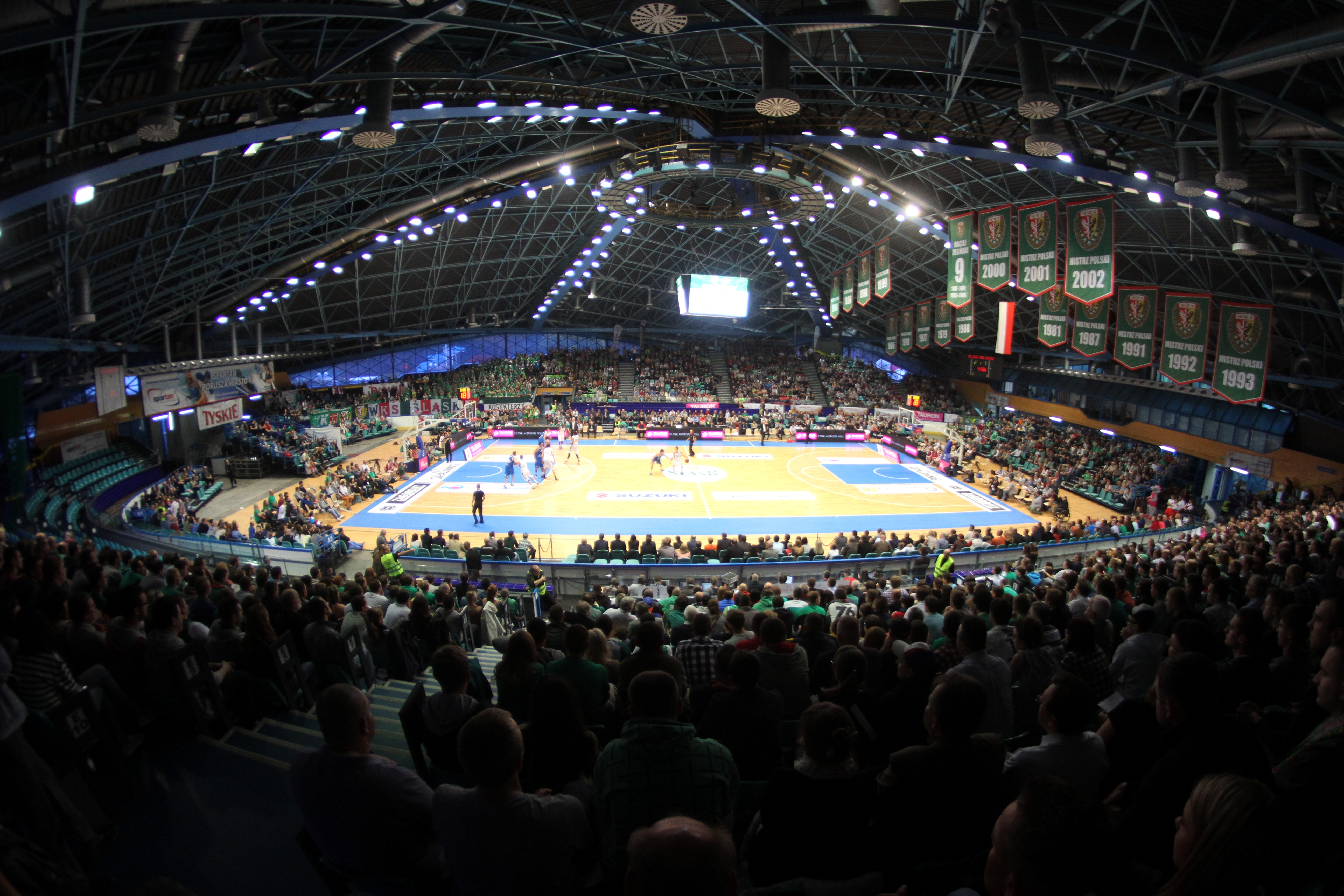
Hala Orbita
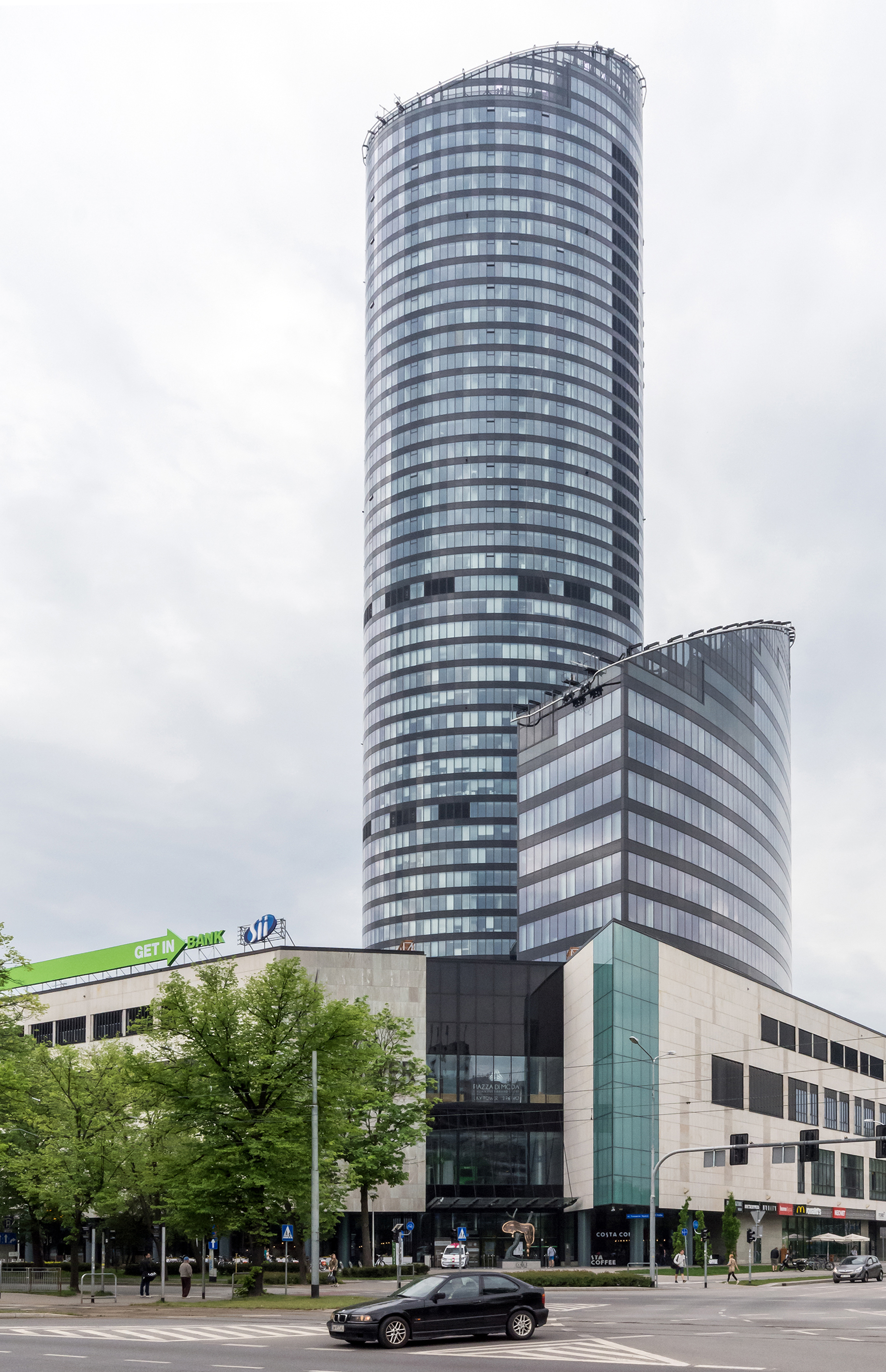
Sky Tower
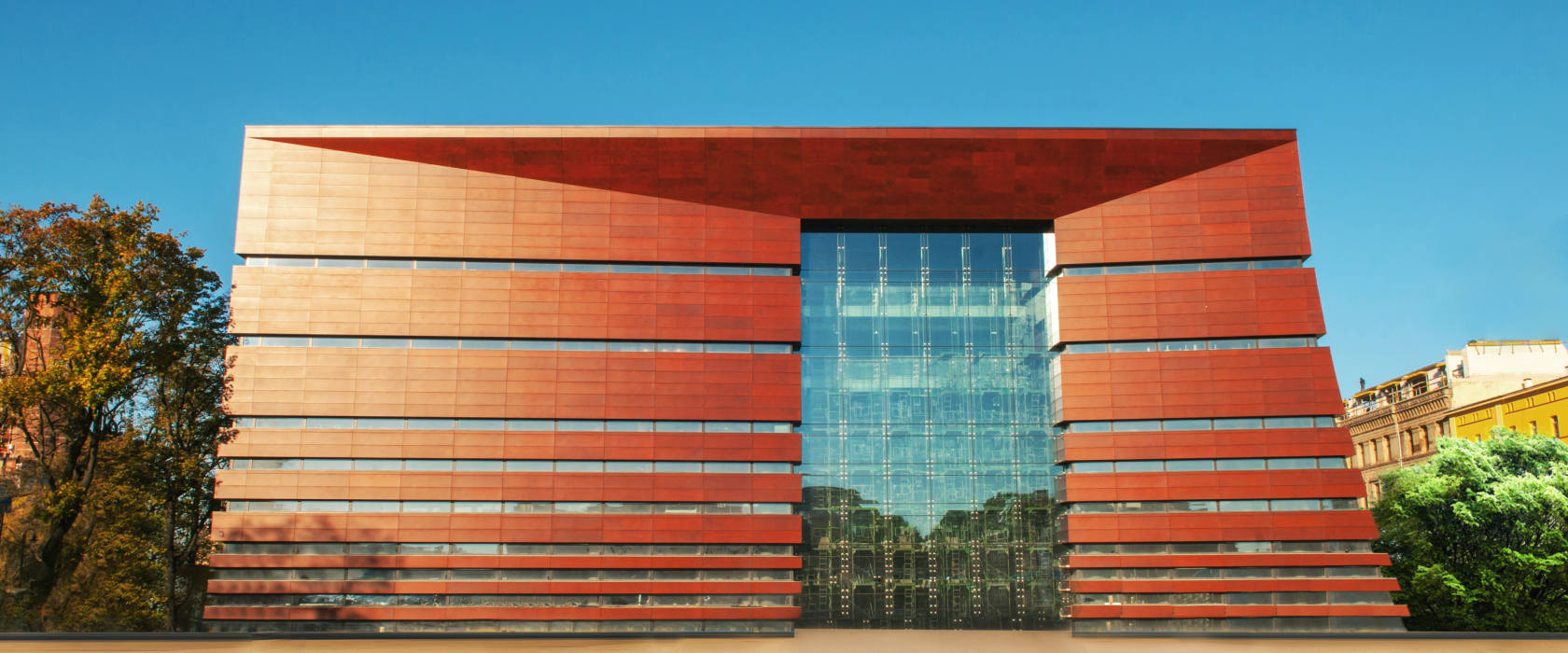
Foro Nacional de Música

## Deportes
| - Artísticos - Baile deportivo (detalles) - Gimnasia acrobática (detalles) - Gimnasia aeróbica (detalles) - Gimnasia rítmica (detalles) - Patinaje artístico (detalles) - Trampolín (detalles) - Pelota - Balonmano playa (detalles) - Fistball (detalles) - Kayak polo (detalles) - Korfbal (detalles) - Squash (detalles) - Lacrosse (detalles) - Floorball (detalles) | - Artes Marciales - Ju-Jitsu (detalles) - Karate (detalles) - Muay thai (detalles) - Sumo (detalles) - Precisión - Arquería (detalles) - Billar (detalles) - Bochas (detalles) - Bolos (detalles) - Fuerza - Juego de la soga (detalles) - Levantamiento de potencia (detalles) - Deportes sobre ruedas - Patinaje de carreras (detalles) - Patinaje de velocidad (detalles) - Hockey sobre patines en línea (detalles) | - Deportes extremos - Deportes aéreos (detalles) - Esquí acuático (detalles) - Salvamento (detalles) - Natación con aletas (detalles) - Orientación (detalles) - Escalada (detalles) - Wakeboarding (detalles) - Disco Volador - Ultimate (detalles) - Exhibición - Fútbol americano (detalles) - Kickboxing (detalles) - Motociclismo (detalles) - Remo bajo techo (detalles) |

## Calendario
- Calendario oficial

## Países participantes
| - Alemania (GER) - Arabia Saudita (KSA) - Argelia (ALG) - Argentina (ARG) - Australia (AUS) - Austria (AUT) - Azerbaiyán (AZE) - Bélgica (BEL) - Bielorrusia (BLR) - Bosnia y Herzegovina (BIH) - Brasil (BRA) - Bulgaria (BUL) - Canadá (CAN) - Chile (CHI) - China (CHN) - Chipre (CYP) - Colombia (COL) - Corea del Sur (KOR) - Costa de Marfil (CIV) - Costa Rica (CRC) | - Croacia (CRO) - Dinamarca (DEN) - Ecuador (ECU) - Egipto (EGY) - El Salvador (ESA) - Estonia (EST) - Emiratos Árabes Unidos (UAE) - Eslovaquia (SVK) - Eslovenia (SLO) - España (ESP) - Estados Unidos (USA) - Etiopía (ETH) - Filipinas (PHI) - Finlandia (FIN) - Fiyi (FIJ) - Francia (FRA) - Georgia (GEO) - Grecia (GRE) - Guatemala (GUA) - Hong Kong (HKG) | - Hungría (HUN) - India (IND) - Indonesia (INA) - Irak (IRQ) - Irán (IRN) - Irlanda (IRL) - Islandia (ISL) - Islas Vírgenes Británicas (VGB) - Israel (ISR) - Italia (ITA) - Japón (JPN) - Jordania (JOR) - Kazajistán (KAZ) - Kirguistán (KGZ) - Letonia (LAT) - Líbano (LIB) - Lituania (LIT) - Madagascar (MAD) - Malasia (MAS) - Malta (MLT) | - Marruecos (MAR) - Mauricio (MRI) - México (MEX) - Moldavia (MDA) - Mónaco (MON) - Mongolia (MGL) - Montenegro (MNE) - Namibia (NAM) - Nicaragua (NIC) - Noruega (NOR) - Nueva Zelanda (NZL) - Países Bajos (NED) - Pakistán (PAK) - Perú (PER) - Polonia (POL) - Portugal (POR) - Puerto Rico (PUR) - Catar (QAT) - Reino Unido(GBR) - República Checa (CZE) - República Dominicana (DOM) | - Rumanía (ROM) - Rusia (RUS) - San Marino (SMR) - Senegal (SEN) - Serbia (SRB) - Singapur (SGP) - Sudáfrica (RSA) - Suecia (SWE) - Suiza (SWI) - China Taipéi (TPE) - Tailandia (THA) - Tayikistán (TJK) - Túnez (TUN) - Turquía (TUR) - Turkmenistán (TKM) - Ucrania (UKR) - Uganda (UGA) - Uruguay (URU) - Uzbekistán (UZB) - Venezuela (VEN) - Vietnam (VIE) |

## Medallero

### Deportes oficiales
| #     | País                   | Oro | Plata | Bronce | Total |
| ----- | ---------------------- | --- | ----- | ------ | ----- |
| 1     | Rusia                  | 28  | 21    | 14     | 63    |
| 2     | Alemania               | 18  | 10    | 14     | 42    |
| 3     | Italia                 | 16  | 13    | 13     | 42    |
| 4     | Francia                | 14  | 14    | 15     | 43    |
| 5     | Ucrania                | 10  | 7     | 8      | 25    |
| 6     | Colombia               | 9   | 10    | 2      | 21    |
| 7     | Japón                  | 9   | 6     | 7      | 22    |
| 8     | China                  | 8   | 7     | 5      | 20    |
| 9     | Bélgica                | 7   | 9     | 8      | 25    |
| 10    | Estados Unidos         | 6   | 11    | 5      | 22    |
| 11    | Hungría                | 6   | 4     | 4      | 14    |
| 12    | Dinamarca              | 6   | 0     | 0      | 6     |
| 13    | Polonia                | 5   | 6     | 9      | 20    |
| 14    | Bielorrusia            | 4   | 2     | 5      | 11    |
| 14    | Suecia                 | 4   | 2     | 5      | 11    |
| 16    | Brasil                 | 4   | 2     | 2      | 8     |
| 17    | Suiza                  | 3   | 8     | 3      | 14    |
| 18    | Corea del Sur          | 3   | 6     | 3      | 12    |
| 19    | Australia              | 3   | 5     | 6      | 14    |
| 20    | Tailandia              | 3   | 5     | 2      | 10    |
| 21    | España                 | 3   | 4     | 7      | 14    |
| 22    | Reino Unido            | 3   | 4     | 4      | 11    |
| 23    | Argentina              | 3   | 1     | 2      | 6     |
| 24    | Irán                   | 2   | 8     | 1      | 11    |
| 25    | Países Bajos           | 2   | 2     | 2      | 6     |
| 26    | República Checa        | 2   | 1     | 4      | 7     |
| 27    | Austria                | 2   | 1     | 2      | 5     |
| 28    | China Taipéi           | 1   | 4     | 3      | 8     |
| 29    | Canadá                 | 1   | 3     | 2      | 6     |
| 30    | México                 | 1   | 1     | 3      | 5     |
| 31    | Chile                  | 1   | 1     | 2      | 4     |
| 32    | Emiratos Árabes Unidos | 1   | 1     | 1      | 3     |
| 32    | Mongolia               | 1   | 1     | 1      | 3     |
| 34    | Azerbaiyán             | 1   | 1     | 0      | 2     |
| 35    | Turquía                | 1   | 0     | 3      | 4     |
| 36    | Kazajistán             | 1   | 0     | 2      | 3     |
| 37    | Marruecos              | 1   | 0     | 1      | 2     |
| 37    | Perú                   | 1   | 0     | 1      | 2     |
| 38    | Argelia                | 1   | 0     | 0      | 1     |
| 38    | Filipinas              | 1   | 0     | 0      | 1     |
| 38    | Moldavia               | 1   | 0     | 0      | 1     |
| 38    | Serbia                 | 1   | 0     | 0      | 1     |
| 38    | Vietnam                | 1   | 0     | 0      | 1     |
| 44    | Eslovenia              | 0   | 4     | 2      | 6     |
| 45    | Venezuela              | 0   | 3     | 3      | 6     |
| 46    | Croacia                | 0   | 2     | 1      | 3     |
| 46    | Egipto                 | 0   | 2     | 1      | 3     |
| 48    | Israel                 | 0   | 1     | 5      | 6     |
| 49    | Finlandia              | 0   | 1     | 2      | 3     |
| 50    | Hong Kong              | 0   | 1     | 1      | 2     |
| 50    | Rumanía                | 0   | 1     | 1      | 2     |
| 52    | Grecia                 | 0   | 1     | 0      | 1     |
| 52    | Jordania               | 0   | 1     | 0      | 1     |
| 52    | San Marino             | 0   | 1     | 0      | 1     |
| 55    | Portugal               | 0   | 0     | 3      | 3     |
| 56    | Nueva Zelanda          | 0   | 0     | 2      | 2     |
| 57    | Eslovaquia             | 0   | 0     | 1      | 1     |
| 57    | Lituania               | 0   | 0     | 1      | 1     |
| 57    | Malasia                | 0   | 0     | 1      | 1     |
| 57    | Montenegro             | 0   | 0     | 1      | 1     |
| 57    | Catar                  | 0   | 0     | 1      | 1     |
| 57    | República Dominicana   | 0   | 0     | 1      | 1     |
| 57    | Sudáfrica              | 0   | 0     | 1      | 1     |
| Total | Total                  | 199 | 199   | 199    | 527   |

### Deportes de exhibición
| #     | País                 | Oro | Plata | Bronce | Total |
| ----- | -------------------- | --- | ----- | ------ | ----- |
| 1     | Ucrania              | 5   | 0     | 2      | 7     |
| 2     | Polonia              | 4   | 4     | 2      | 10    |
| 3     | Serbia               | 2   | 2     | 0      | 4     |
| 4     | Rusia                | 2   | 0     | 1      | 3     |
| 5     | Francia              | 2   | 0     | 0      | 2     |
| 6     | Austria              | 1   | 1     | 1      | 3     |
| 7     | Alemania             | 1   | 1     | 0      | 2     |
| 8     | Brasil               | 1   | 0     | 0      | 1     |
| 8     | República Checa      | 1   | 0     | 0      | 1     |
| 8     | Países Bajos         | 1   | 0     | 0      | 1     |
| 11    | Bulgaria             | 0   | 2     | 0      | 2     |
| 11    | Reino Unido          | 0   | 2     | 0      | 2     |
| 11    | Turquía              | 0   | 2     | 0      | 2     |
| 14    | Suecia               | 0   | 1     | 2      | 3     |
| 15    | Eslovaquia           | 0   | 1     | 1      | 2     |
| 16    | Australia            | 0   | 1     | 0      | 1     |
| 16    | Bosnia y Herzegovina | 0   | 1     | 0      | 1     |
| 16    | Canadá               | 0   | 1     | 0      | 1     |
| 16    | México               | 0   | 1     | 0      | 1     |
| 20    | Estados Unidos       | 0   | 0     | 2      | 2     |
| 20    | Tailandia            | 0   | 0     | 2      | 2     |
| 22    | Bielorrusia          | 0   | 0     | 1      | 1     |
| 22    | China                | 0   | 0     | 1      | 1     |
| 22    | Croacia              | 0   | 0     | 1      | 1     |
| 22    | Irán                 | 0   | 0     | 1      | 1     |
| 22    | Israel               | 0   | 0     | 1      | 1     |
| 22    | Marruecos            | 0   | 0     | 1      | 1     |
| 22    | Moldavia             | 0   | 0     | 1      | 1     |
| Total | Total                | 20  | 20    | 20     | 60    |

## Transmisión
- Polsat
- Sport1
- Olympic Channel